# 桃の青春
桃の青春（もものせいしゅん）は、ジュニアヘビー級のタッグチームである。原田大輔と小峠篤司からなる。
プロレスリング・ノアのジュニアヘビー級タッグ戦線で活動。以前は大阪プロレスで活動していた。

## 略歴

### 大阪プロレス時代

#### 2007年
大阪プロレスにおいて2007年5月に開催された若手のみによるシングル・リーグ戦「上方プロレス新人大賞」で、優勝決定戦で原田大輔が小峠篤司を破って優勝した。この試合で互いの実力を認め合った二人は、下克上を目指してタッグを結成し、同年6月〜7月にかけて開催されたタッグ・リーグ戦「大阪タッグフェスティバル」に参加したが、優勝を果たせなかった。
タッグ・リーグ戦以降もタッグを継続し、チームとして定着すると「桃の青春」タッグと呼ばれるようになった。これは、当時のイメージカラー（コスチュームカラー）が小峠が桃色で原田が青色であり、さらに若手のため爽やかなイメージがあることから名付けられた。

#### 2008年
2008年1月5日、デルフィンアリーナ大会にて原田&小峠のタッグが大阪プロレスタッグ王者のGAINA&ゼロに挑戦し、敗北。これが小峠&原田としてのタイトル初挑戦となった。
2008年3月、原田は新軍団「ブラッド&ガッツ（B&G）」を発足させる。5月に小峠も同軍団に加入。
なお、この年の大阪タッグフェスティバルには原田はゼウスと、小峠はタダスケとそれぞれB&Gのメンバーとタッグを組んで出場した。決勝戦で両チームが対戦し、原田が小峠を下して原田組が優勝する。

#### 2009年
2009年になると、ブラッド＆ガッツはチームとしての活動は休止状態となるが、原田と小峠のタッグは継続。

#### 2010年
2月11日、大阪府立体育会館大会にて大阪プロレスタッグ王者の秀吉&政宗に挑戦し、勝利。4度目の挑戦にして同王座を初戴冠、第24代王者となる。その後、2度の防衛を果たすが、7月17日にドラゴンゲート・プロレスリングの望月成晃&ドン・フジイに敗れて王座陥落となる。
10月には、プロレスリング・ノアの日テレG+杯争奪ジュニアヘビー級タッグ・リーグ戦に初出場。金丸義信&平柳玄藩に勝利するも、1勝3敗に終わる。
10月31日、大阪府立体育会館大会にて大阪プロレスタッグ王者の望月＆フジイに挑戦し、タッグ王座を奪還。第26代王者となる。しかし、翌月28日に空牙&ヲロチに敗れて初防衛に失敗した。

#### 2011年
1月15日のノア・大阪府立体育会館大会にて、前年の日テレ杯での試合が評価されてGHCジュニアヘビー級タッグ王座に初挑戦。王者組の丸藤正道&青木篤志に挑むも惜敗した。
4月、初の海外遠征となるアメリカのチカラのフィラデルフィア大会に出場。
7月にノアで開催された日テレ杯に2年連続2度目の出場を果たす。結果は2勝2敗。
また、7月18日に大阪プロレスタッグ王者のヲロチ&タダスケを破り、第30代王者となる。

#### 2012年（解散）
4月、小峠がプロレスリング・ノアへ移籍。これにより桃の青春がタッグ解消となる。原田が前年12月のシングル・トーナメント戦「天王山」に優勝、2月には大阪プロレス王座を獲得するなどシングル戦線でも頭角を現していたことに一年先輩にあたる小峠は危機感を感じ、さらなる飛躍を目指すために新たなる環境で闘う必要があると決心し新天地を求めた。

### プロレスリング・ノア時代（再始動期）

#### 2015年（再結成）
小峠のノアへの移籍から一年後の2012年5月に原田大輔もノアへ移籍する。しかし、タッグを組んだり同じユニットに所属することはなく、小峠はBRAVEに、原田は熊野準とのコンビを経てNO MERCYへそれぞれ加盟。そして二人はライバルとしてGHCジュニアヘビー級王座を巡り争った。
しかし、2015年になるとノアへ侵攻してきた鈴木軍が全GHC王座を獲得する。7〜8月にそのような中で開催されたグローバル・ジュニアヘビー級リーグ戦で、小峠と原田が決勝に駒を進め、原田が小峠を下して優勝する。この後、小峠はBRAVEの石森太二とのタッグを、原田はNO MERCYの平柳玄藩とのタッグをそれぞれ発展的解消し、意中のパートナーとタッグを結成したい意向をみせる。そして、小峠と原田のお互いが意中の相手であり、グローバル・ジュニアヘビー級リーグ戦決勝での試合を通じて実力を認め合い、打倒鈴木軍・GHC奪回のために最善のパートナーと考えていたことが明かされた。
9月に開催された日テレG+杯争奪ジュニアヘビー級タッグ・リーグ戦に3年ぶりに「桃の青春」タッグを再結成し、同タッグとしては3回目の参戦をする。
9月22日後楽園ホール大会における優勝決定戦でGHCジュニアヘビー級タッグ王者である鈴木軍のエル・デスペラード&TAKAみちのくを下し、桃の青春として初優勝を果たす。
これを受けて、10月4日名古屋国際会議場大会「GREAT VOYAGE 2015 in NAGOYA～青柳政司引退セレモニー～【プロレスリング・ノア 旗揚げ15周年記念大会 vol.3】」においてGHCジュニアヘビー級タッグ王者の鈴木軍・デスペラード&TAKAみちのくに挑戦し、勝利。第25代王者となる。桃の青春としては王座初戴冠であり、原田個人においても同王座初戴冠となった。
12月23日、大田区総合体育館大会「DESTINY 2015【プロレスリング・ノア 旗揚げ15周年記念大会】」で、デスペラード&TAKAみちのくの再戦を行い勝利し、初防衛に成功する。

#### 2016年
1月31日、横浜文化体育館大会「GREAT VOYAGE 2016 in YOKOHAMA」において、鈴木軍のタイチ＆TAKAみちのくと防衛戦を行い、勝利。2度目の防衛を果たす。
2月19日、「The Second Navig.2016」ディファ有明大会にて、鈴木軍のタイチ&金丸義信と対戦し、小峠がタイチからフォールを奪い勝利。3度目の防衛に成功。直後に拳王&大原はじめから挑戦表明される。
3月19日、「GREAT VOYAGE 2016 in KORAKUEN」後楽園ホール大会で、拳王&大原はじめと防衛戦を行うも、敗北し王座陥落した。しかし、最後の最後で丸め込まれて敗北したという結果に納得がいかず、再戦希望を表明した。
それを受けて、4月5日の新宿FACE大会においてジュニアヘビー級タッグ王座挑戦が決定し、奪取に成功する。
4月30日の新潟市体育館大会でTAKAみちのく&エル・デスペラードに勝利し、初防衛に成功。
5月28日の大阪府立体育館大会で拳王&大原はじめ組に勝利し、2度目の防衛に成功。直後にタイチ&TAKA みちのく、さらには邪道&外道から挑戦表明される。
6月12日の後楽園ホール大会でタイチ&TAKA みちのく組、邪道&外道組との3way での防衛戦に勝利し3度目の防衛に成功。
7月下旬、日テレG+杯争奪ジュニアヘビー級タッグ・リーグ戦に4度目の出場を果たすも石森太二&ACH組に破れ準優勝に終わった。
8月21日の有明コロシアムで日テレG+杯争奪ジュニアヘビー級タッグ・リーグ戦優勝チームの石森太二&ACH 組との4度目の防衛戦に勝利。
10月8日、邪道&外道に破れて王座陥落。

#### 2016年12月（解散）
12月24日、ノアの後楽園ホール大会で、王者の邪道・外道に挑戦し、勝利。王座に返り咲く（29代）。しかし、奪取直後のマイクアピールで小峠がヘビー級への転向を示唆。
翌日、ノア内田会長と面談を行い、ベルトの返上とヘビー級への転向が決定した。これによりタッグチームの解消となった。

#### 2017年以降（敵対から2度目の再結成まで）
小峠のヘビー級転向後は両者に特筆する接点はなかったが、2019年7月27日の神奈川・カルッツかわさき大会の試合後、小峠がジュニアヘビー級への回帰を表明。さらに8月4日の後楽園ホール大会で当時、原田がリーダーを務めていた「RATEL'S」と敵対関係にあったユニット「STINGER」へ小峠が加入したことで両者・両ユニットによる抗争を展開した。
なお、小峠はその後、「STINGER」を脱退し、大原はじめ、吉岡世起と「FULL THROTTLE」を結成。同ユニットのリーダーを務めていた。
2020年9月23日、後楽園ホール大会の試合後、原田のパートナーであったYO-HEYが原田に裏切りのトラースキックを見舞い、さらに「STINGER」の小川良成、HAYATAから襲撃を受けているところを小峠が救出。原田と握手を交わすと小川&HAYATA組のもつGHCジュニアヘビー級タッグ王座に挑戦を表明し、桃の青春タッグが復活した。なお、この行動に激怒した大原と吉岡は小峠を「FULL THROTTLE」から追放し、新メンバーとしてYO-HEYを迎え入れた。

## コンビネーション
合体式ドロップキック
互いに肩を組んだ状態で助走をつけて、肩を組んだまま同時にドロップキックを放つ。
トラース・キック式デスバレー・ボム
原田が相手をファイヤーマンズ・キャリーの体勢で肩上に担ぎ、小峠がその相手の頭部へトラース・キックを放ち、そのまま原田がデスバレー・ボムで相手をマットへ叩き付ける。
技を掛けた後、すぐに相手の上半身を起き上がらせるなどして座らせ、小峠がその相手の頭部へランニング・レッグ・ショット（助走を付けて、片側の内腿辺りで相手の頭部を蹴る技）へ繋げることもある。
蟹挟み式ニー・アッパー
立っている相手を小峠が蟹挟みで前方へ倒れ込ませ、その倒れる最中の相手の顔面や胴体めがけて原田が斜め前からニー・アッパーを叩き込む。
ジャーマン・スープレックスからのキル・スイッチ
二人の必殺技を連続で仕掛ける連携。原田が相手に片山ジャーマン・スープレックスを掛け、小峠が投げられた相手をすぐに立たせてキル・スイッチを敢行する。

## 戦績
タッグチームとしてのタイトルのみを記載。
大阪プロレス
- 大阪プロレス王座

第23代（2012年2月26日～3月25日）- 防衛0度
- 大阪プロレスタッグ王座 - 3回

第24代 （2010年）- 防衛2度
第26代 （2010年）- 防衛0度
第30代 （2011年）- 防衛2度
プロレスリング・ノア
- GHCジュニアヘビー級タッグ王座 - 9回

第25代（2015年10月4日〜2016年3月19日）- 防衛3度
第27代（2016年4月5日～10月8日）- 防衛4度
第29代（2016年12月24日～12月26日）- 防衛0度（返上）
第41代 （2020年10月11日～11月22日）- 防衛1度
第43代（2021年5月31日～8月1日）- 防衛1度
第45代（2021年9月12日～10月10日）- 防衛0度
第49代（2022年2月23日～4月29日）- 防衛2度
第51代（2022年9月25日～11月10日）- 防衛1度
第53代（2022年11月23日～12月23日）- 防衛0度
- GHCジュニアヘビー級王座 - 4回

第32代（2016年9月23日～12月26日）- 防衛3度（返上）
第43代（2020年11月8日～2021年2月12日）- 防衛2度
第45代（2021年3月14日～2021年6月27日）- 防衛2度
第47代（2022年1月10日～2022年3月13日）- 防衛2度
- 日テレG+杯争奪ジュニアヘビー級タッグ・リーグ戦

2015年（第9回）大会 優勝

## 入場曲
- Are yu ready / MINMI

## エピソード
- 前述の通り、チーム名の由来は当時のイメージカラー（コスチュームカラー）が原田が青色で小峠が桃色であったためであるが、ノアでの再結成時には原田は黒色を基調とするコスチュームに変わっている。小峠は桃色基調のままであった。
- 2012年に小峠がノアへの移籍を原田に伝えたのは大阪市の千日前商店街においてであったが、路上で殴り合いの喧嘩に発展した[1]。